# (263) Дрезда
(263) Дрезда (нем. Dresda) — небольшой астероид главного пояса, входящий в состав семейства Корониды. Поверхность этого астероида отражает довольно много солнечного света, поэтому Дрезда состоит не из углеродсодержащих материалов, а имеет такой же состав, что и другой представитель данного семейства — астероид (243) Ида.

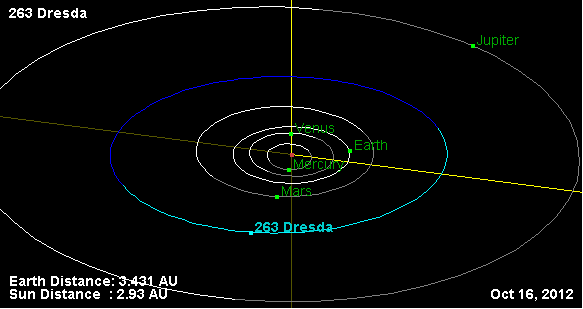
Орбита астероида Дрезда и его положение в Солнечной системе

Астероид был открыт 3 ноября 1886 года австрийским астрономом Иоганном Пализой в обсерватории города Вены и назван в честь немецкого города Дрезден.